# Walther-Rode-Preis
Der Walther-Rode-Preis ist ein österreichischer Journalismuspreis. 

## Beschreibung
Seit 2011 verleiht das Medienhaus Wien einen Journalismuspreis, der nach Walther Rode (1876–1934) benannt ist. Die Würdigung wird journalistischem und publizistischem Schaffen zuerkannt, das sich durch qualitätsvolle und vom tagespolitischen Opportunismus unbeeinflusste Haltung ausweist. Die Preisträger werden von den Gründungsgesellschaftern des Medienhauses Andy Kaltenbrunner, Matthias Karmasin, Daniela Kraus, Alfred J. Noll sowie Astrid Zimmermann ausgewählt. Das Preisgeld beträgt 5000 Euro.

## Preisträger
- 2011: Redaktion von Diagonal – Radio für Zeitgenossen, Ö1
- 2012: Ulla Kramar-Schmid und Michael Nikbakhsh, Investigativjournalisten des Nachrichtenmagazins Profil.
- 2013: Redaktion vom Dossier, Österreichs erster unabhängiger Website für investigativen Datenjournalismus[1]
- 2014: Florian Klenk, Chefredakteur der österreichischen Wochenzeitung Falter[2]
- 2016: Günter Traxler, Der Standard und das Medienquartett auf Okto[3]
- 2017: Report und Hohes Haus[4]
- 2018: Michael Pammesberger[5]
- 2019: Tobias Pötzelsberger, Simone Stribl, Patrick Swanson und Matthias Westhoff[6][7]
- 2020: Michael Matzenberger, Der Standard[8][9]
- 2021: Alexandra Wachter, Puls 4[10]
- 2022: Samuel Stuhlpfarrer, Wiener Tagebuch#Nachfolge-Projekt, Herausgeber des „Tagebuch“[11]
- 2023: Franz Miklautz, Journalismus-Blog Mediapartizan.at[12]
- 2024: Fritz Jergitsch (Die Tagespresse) und Clara Porák (Andererseits, Netzwerk Klimajournalismus Österreich)[13]